# Laterallus spilonotus
El burrito de las Galápagos o burrito galapágico (Laterallus spilonotus)  llamado también  polluela de las Galápagos, polluela de Galápagos, pachay o pachay de Galápagos es una especie de ave gruiforme de la familia Rallidae endémica de las Islas Galápagos (Ecuador). Se parece a Laterallus jamaicensis, especie con la que está estrechamente relacionada . Está amenazada por las especies introducidas, como las cabras y gatos y ha sido considerado vulnerable.

## Características
El burrito de las Galápagos es pequeño con una longitud total de 15 cm. Tiene el plumaje oscuro, negro con una cabeza y frente más gris y manchas blancas en la parte posterior. Tiene los ojos de color escarlata, pico negro. Las alas casi inútiles para el vuelo. Poseen una gama amplia de llamadas.

## Historia natural
Habita en los prados húmedos y arbolados. En las Galápagos estos hábitat se encuentran generalmente en las islas con elevaciones más altas (particularmente en las islas de Santiago, Santa Cruz y Sierra Negra). Se alimentan de invertebrados, principalmente caracoles, isópodos, libélulas, hormigas, también tomando bayas y semillas. Durante el día escarban la hojarazca, buscando comida.
Esta especie ha sobrevivido a la llegada de humanos en las Galápagos. Es una especie curiosa que se acerca a los humanos; esta candidez la hace vulnerable a los gatos domésticos asilvestrados, perros y cerdos. Las cabras introducidas y el ganado atentan contra su hábitat. La supresión de cabras y ganado, y la regeneración resultante de árboles, arbustos y gramíneas, lleva rápidamente a un retorno del burrito. Como la mayor parte del hábitat del burrito de las Galápagos queda integrado en un Parque nacional, y los esfuerzos tienden a eliminar las especies introducidas causantes de la mayoría de los daños, el futuro depara protección para estas aves.[cita requerida]